# Albaron di Sea
L'Albaron di Sea (3.262 m s.l.m.) è una montagna delle Alpi Graie. Si trova in Piemonte (provincia di Torino).

## Descrizione
La montagna si trova lungo lo spartiacque tra la Val Grande di Lanzo e la Val d'Ala lungo la cresta che dall'Uia di Ciamarella (3.676 m) scende verso il Ghicet di Sea (2.735 m). Resta così collocata ad est della più alta Uia di Ciamarella e della quale viene talvolta considerata come un'anticima. Dal Vallone di Sea (vallone laterale della Val Grande di Lanzo) la montagna assume un aspetto imponente.

## Salita alla vetta
La prima ascensione è stata realizzata il 19 luglio 1886 da Giuseppe Corrà con la guida Michele Ricchiardi per il versante Ovest-nord-ovest, tale via viene indicata come la normale dal Vallone di Sea.
Il 29 agosto 1902 V. Sigismondi con la guida di Balme M. Bricco Minasset realizzano la prima ascensione per la parete Nord-nord-est.
Gian Carlo Grassi e Silvio Vittoni compiono l'ascensione della parete Nord il 17 luglio 1966 superando passaggi di V grado.
Nel 2004 Marco Blatto apre una via sulla parete Nord Est con difficoltà fino al 6a+.
Si può salire sulla vetta partendo da Forno Alpi Graie e passando dal Bivacco Soardi (2.287 m) o dalla Val d'Ala partendo dal Rifugio Città di Cirié. Tutti gli itinerari presentano difficoltà di tipo alpinistico.

## Cartografia
- Cartografia ufficiale italiana dell'Istituto Geografico Militare (IGM) in scala 1:25.000 e 1:100.000, consultabile on line
- Istituto Geografico Centrale - Carta dei sentieri e dei rifugi scala 1:50.000 n. 2 Valli di Lanzo e Moncenisio
- Istituto Geografico Centrale - Carta dei sentieri e dei rifugi scala 1:25.000 n.103 Rocciamelone Uja di Ciamarella Le Levanne Alte Valli di Lanzo